# Ágatha Bednarczuk
Ágatha Bednarczuk Rippel (* 22. Juni 1983 in Curitiba) ist eine brasilianische Beachvolleyball- und ehemalige Volleyballspielerin. Sie wurde 2015 Weltmeisterin und gewann 2016 die olympische Silbermedaille.

## Karriere
Ágatha begann 1992 mit dem Volleyball in der Halle und spielte zunächst in Paranaguá. Später war sie bei Banestado Londrina und Paulistano São Paulo aktiv. 2001 spielte sie erstmals Beachvolleyball. Auf der nationalen brasilianischen Tour trat sie 2003 mit Bruna und im folgenden Jahr mit Andréa Teixeira an.
2005 bildete Ágatha ein Duo mit Sandra Pires. Auf der FIVB World Tour erreichte Ágatha und Sandra Pires bei ihren ersten Open-Turnieren in Shanghai und Mailand jeweils den fünften Rang. Bei der Weltmeisterschaft in Berlin verloren sie ihr Auftaktspiel gegen die Chinesinnen Li Ying / Wang Lu, bevor sie in der Verliererrunde zwei Siege schafften und anschließend gegen die Deutschen Lahme/Müsch ausschieden. Nach der WM spielten sie in Stavanger ihren ersten gemeinsamen Grand Slam und erreichten als Vierte der Sankt Petersburg Open ihr bestes Ergebnis. 2006 spielte Ágatha mit Shaylyn Bede, aber sie erreichte auf der World Tour nur beim Grand Slam in Gstaad das Hauptfeld. Zu Beginn der Saison 2007 schieden Ágatha/Shaylyn zweimal früh aus und verpassten später wieder oft das Hauptfeld, weil sie in der „Country Quota“ unterlagen. Als Siebte der Marseille Open kamen sie erstmals in die Top Ten. Sie beendeten das Jahr mit einem 13. Platz in Fortaleza und das gleiche Ergebnis gab es 2008 in Osaka. Beim letzten Turnier des Jahres in Guarujá standen sie erstmals im Endspiel eines FIVB-Turniers, das sie gegen ihre Landsfrauen Larissa França und Vivian Cunha verloren.

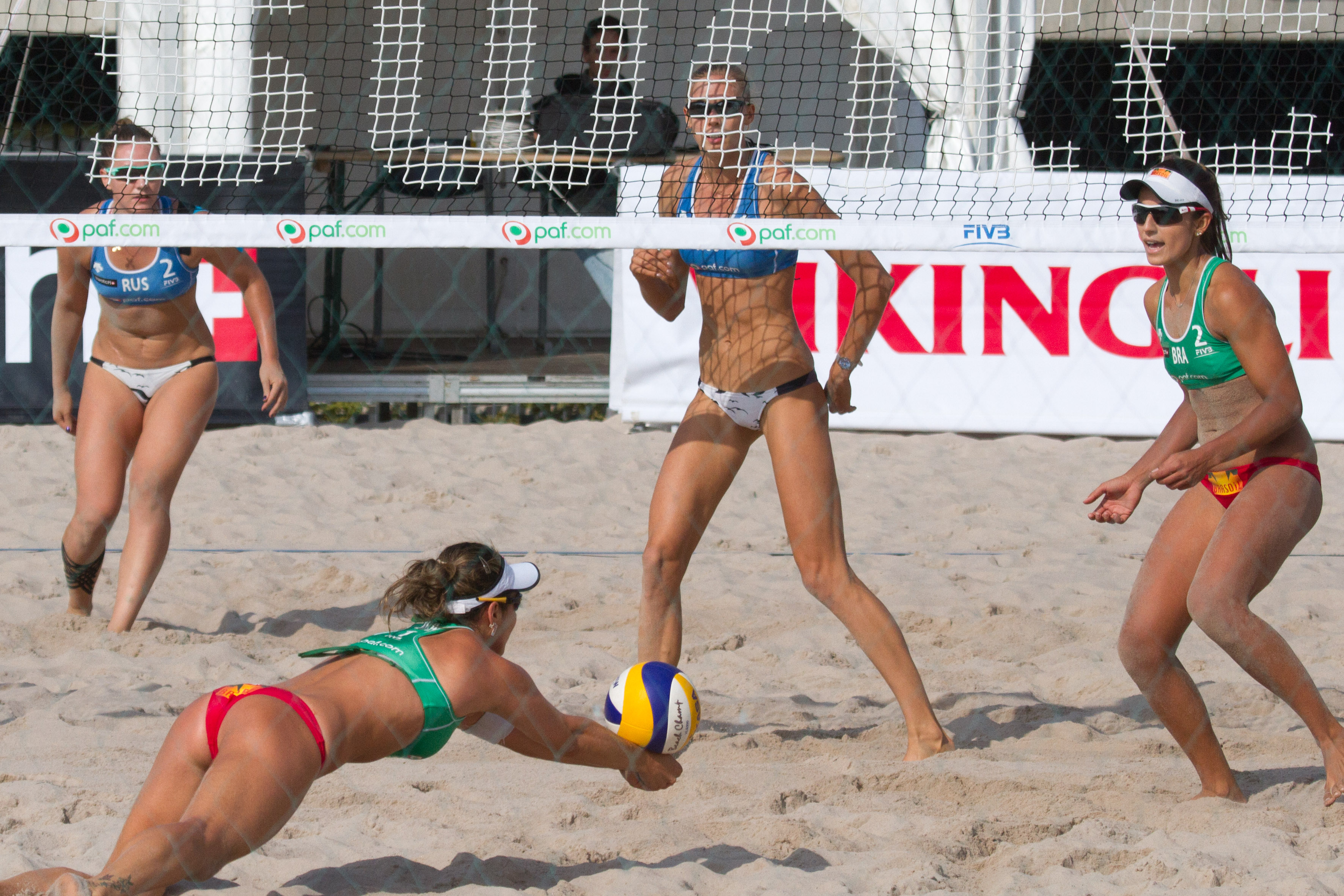
Ágatha (vorne links) mit Bárbara bei den Aland Open 2012 gegen Wosakowa/Wassina (Russland)

Nach einem Jahr Pause kehrte Ágatha 2010 mit Raquel Pellucci auf die World Tour zurück. Das Duo konnte nur als Finalist des Satellite-Turniers in Zypern eine vordere Platzierung erzielen. 2011 spielte Ágatha mit ihrer neuen Partnerin Bárbara Seixas zunächst auf der nationalen Tour, bevor sie 2012 wieder zur World Tour kam. Ágatha/Bárbara erreichten als Fünfte des Grand Slams in Gstaad erstmals die Top Ten. In Stare Jabłonki und Åland belegten sie jeweils den neunten Rang, bevor sie Ende Oktober in Bang Saen auf den dritten Rang kamen. Nach dem Gewinn der brasilianischen Meisterschaft trennten sich Ágatha/Bárbara, um zur World Tour 2013 in neuen Formationen anzutreten.
Ágatha bildete ein Duo mit Maria Antonelli. Drei der ersten vier FIVB-Turniere beendeten Ágatha/Antonelli auf dem fünften Rang und beim Grand Slam in Corrientes erreichten sie das Endspiel, in dem sie den Niederländerinnen Meppelink/van Gestel unterlagen. Bei der WM in Stare Jabłonki gelangten sie ohne Satzverlust in die erste KO-Runde, wo sie gegen die Chinesinnen Xue Chen und Zhang Xi ausschieden. Danach waren sie auf der World Tour stets in den Top Ten. Sie wurden Dritte in São Paulo und bei ihrem letzten gemeinsamen Turnier in Phuket Vierte.
Seit Ende 2013 spielte Ágatha wieder mit Bárbara, mit der sie Anfang 2014 den nationalen Meistertitel verteidigen konnte. Nach einem neunten Platz in Fuzhou und einem dritten Rang in Shanghai gewannen Ágatha/Bárbara die Puerto Vallarta Open gegen Juliana und Antonelli. Bei den folgenden Grand Slams gab es einen neunten und vier fünfte Plätze. In Long Beach mussten sie sich im Endspiel dem US-Duo Walsh/Ross geschlagen geben. Außer beim Grand Slam in São Paulo erreichten sie auf der World Tour 2014 immer Top-Ten-Platzierungen. 2015 gewannen sie die Prag Open gegen die Kanadierinnen Pavan/Bansley. In Stavanger und Saint Petersburg spielten sie wieder gegen Juliana/Antonelli und setzten sich dabei in Florida durch. Bei der WM in den Niederlanden gewannen Ágatha/Bárbara ihre Vorrundengruppe und zwei Duelle gegen kanadische Duos. Im Halbfinale bezwangen sie Juliana/Antonelli; auch das brasilianische Duell im Finale gegen Taiana Lima und Fernanda Berti Alves entschieden sie für sich und wurden damit Weltmeister. Nach einem fünften Platz in Gstaad mussten sie sich im Endspiel von Yokohama dem deutschen Duo Ludwig/Walkenhorst geschlagen geben. Ebenfalls Zweite wurden sie in Rio de Janeiro nach einer Niederlage gegen Larissa/Talita. Beim World Tour Final in Fort Lauderdale belegten sie den dritten Platz. Am Saisonende wurden sie als World Tour Champion 2015 ausgezeichnet.
Zu Beginn der Tour 2016 wurden sie Dritte in Maceió und Fünfte in Rio de Janeiro. Nachdem sie sich in Moskau mit dem 17. Platz begnügen mussten, kamen sie ins Finale des Hamburg Major, das sie gegen Ludwig/Walkenhorst verloren. Danach gab es zwei neunte Plätze. Als Weltmeisterinnen waren Ágatha/Bárbara für die Olympischen Spiele in Rio qualifiziert. Nach einer Niederlage im letzten Vorrundenspiel kamen sie als Gruppenzweite weiter und qualifizierten sich ohne weiteren Satzverlust für das Halbfinale gegen Walsh/Ross. Sie besiegten die US-amerikanische Titelverteidigerin und ihre Partnerin mit 2:1, verloren dann aber das Finale gegen die Deutschen Laura Ludwig und Kira Walkenhorst mit 0:2. Anschließend trennten sich Ágatha und Bárbara.
Von 2017 bis 2021 spielte Ágatha zusammen mit der fünfzehn Jahre jüngeren Eduarda Santos Lisboa („Duda“). Bei der FIVB World Tour hatten die beiden Brasilianerinnen zahlreiche Medaillen-Platzierungen. Bei der WM in Wien schieden sie in der ersten Hauptrunde gegen die Tschechinnen Hermannová/Sluková aus. Seit 2018 gehörten Ágatha/Duda zur absoluten Weltspitze. Sie wurden 2018 und 2021 World Tour Champions, gewannen zahlreiche 4-Sterne-Turniere und erreichten bei den Olympischen Spielen in Tokio Platz neun. Nach einem Sieg im November 2021 beim 4-Sterne-Turnier im heimischen Itapema trennten sich die beiden.
Nach ihrer Babypause spielt Ágatha seit 2023 an der Seite von Rebecca Cavalcanti. Auf der World Beach Pro Tour hatten Ágatha/Rebecca zahlreiche Top-Ten-Platzierungen, darunter ein Sieg beim Challenge-Turnier in Chiang Mai. Bei der Weltmeisterschaft in Tlaxcala erreichten sie Platz neun. Die beiden erreichten im Juli der folgenden Saison in Gstaad zum ersten Mal gemeinsam die Vorschlussrunde bei einem Elite16. Dieses Resultat konnten sie beim gleichwertigen Wettbewerb in Wien wiederholen. Ágatha erklärte zum Jahresende 2024 das Ende ihrer Karriere.

## Privates
Ágatha ist seit 2013 mit Renan Rippel verheiratet. Seit 2022 haben die beiden eine Tochter.